# Перо (Ардеш)
Перо́ (фр. и окс. Peyraud) — коммуна во Франции, находится в регионе Рона — Альпы. Департамент коммуны — Ардеш. Входит в состав кантона Серьер. Округ коммуны — Турнон-сюр-Рон.
Код INSEE коммуны — 07174.
Коммуна расположена приблизительно в 440 км к юго-востоку от Парижа, в 55 км южнее Лиона, в 65 км к северу от Прива.

## Население
Население коммуны на 2008 год составляло 519 человек.
| 1962 | 1968 | 1975 | 1982 | 1990 | 1999 | 2008 |
| ---- | ---- | ---- | ---- | ---- | ---- | ---- |
| 397  | 416  | 423  | 422  | 449  | 451  | 519  |

## Экономика

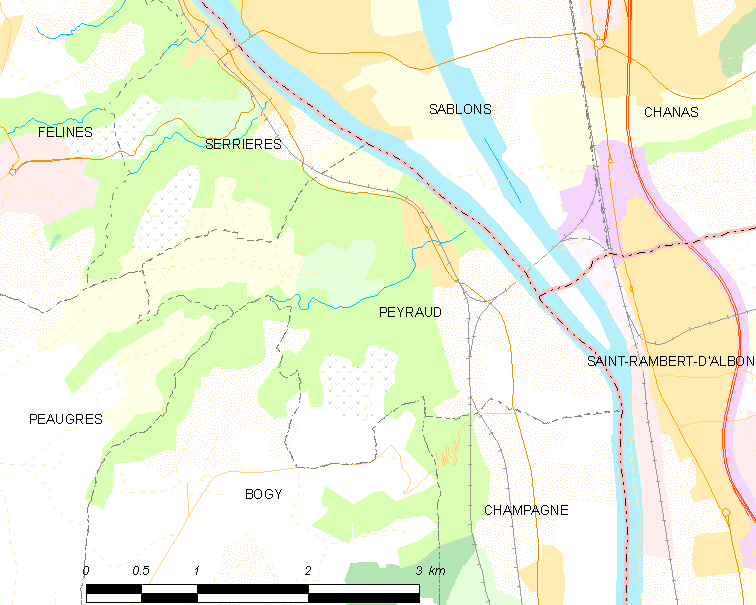
Карта коммуны

В 2007 году среди 306 человек в трудоспособном возрасте (15—64 лет) 226 были экономически активными, 80 — неактивными (показатель активности — 73,9 %, в 1999 году было 72,0 %). Из 226 активных работали 195 человек (115 мужчин и 80 женщин), безработных было 31 (13 мужчин и 18 женщин). Среди 80 неактивных 19 человек были учениками или студентами, 28 — пенсионерами, 33 были неактивными по другим причинам.